# Morelosia domingensis
Morelosia domingensis là loài thực vật có hoa trong họ Mồ hôi. Loài này được (DC.) Kuntze mô tả khoa học đầu tiên năm 1891.